# Susanne Uhlen
Susanne Uhlen (Potsdam, 17 gennaio 1955) è un'attrice tedesca, attiva in campo televisivo e cinematografico dalla seconda metà degli anni sessanta.

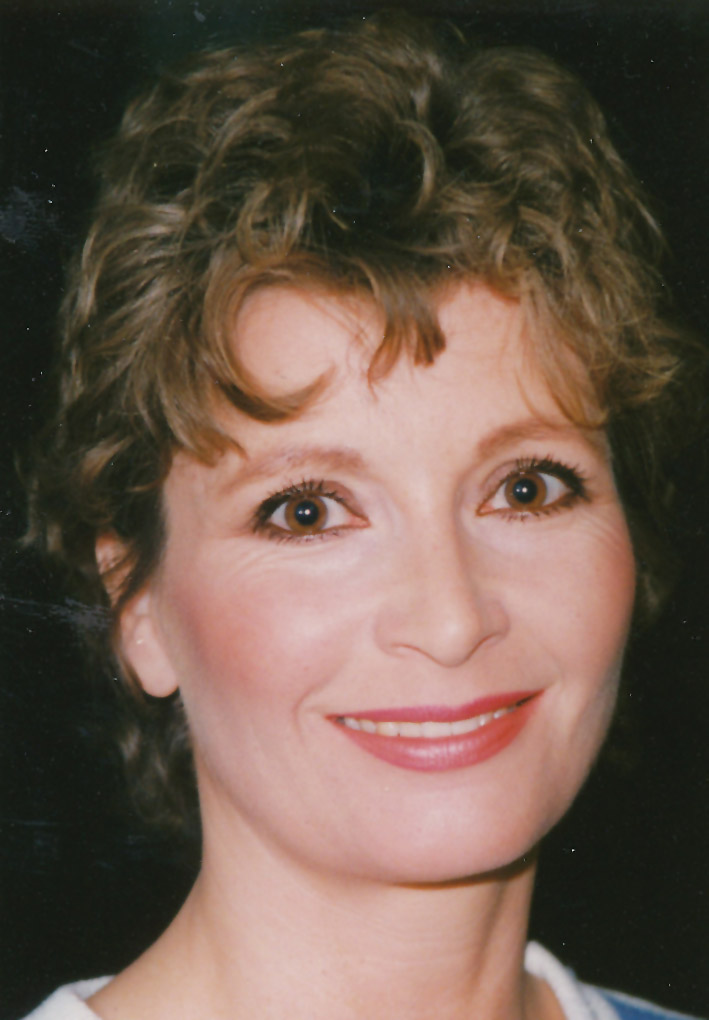
Susanne Uhlen

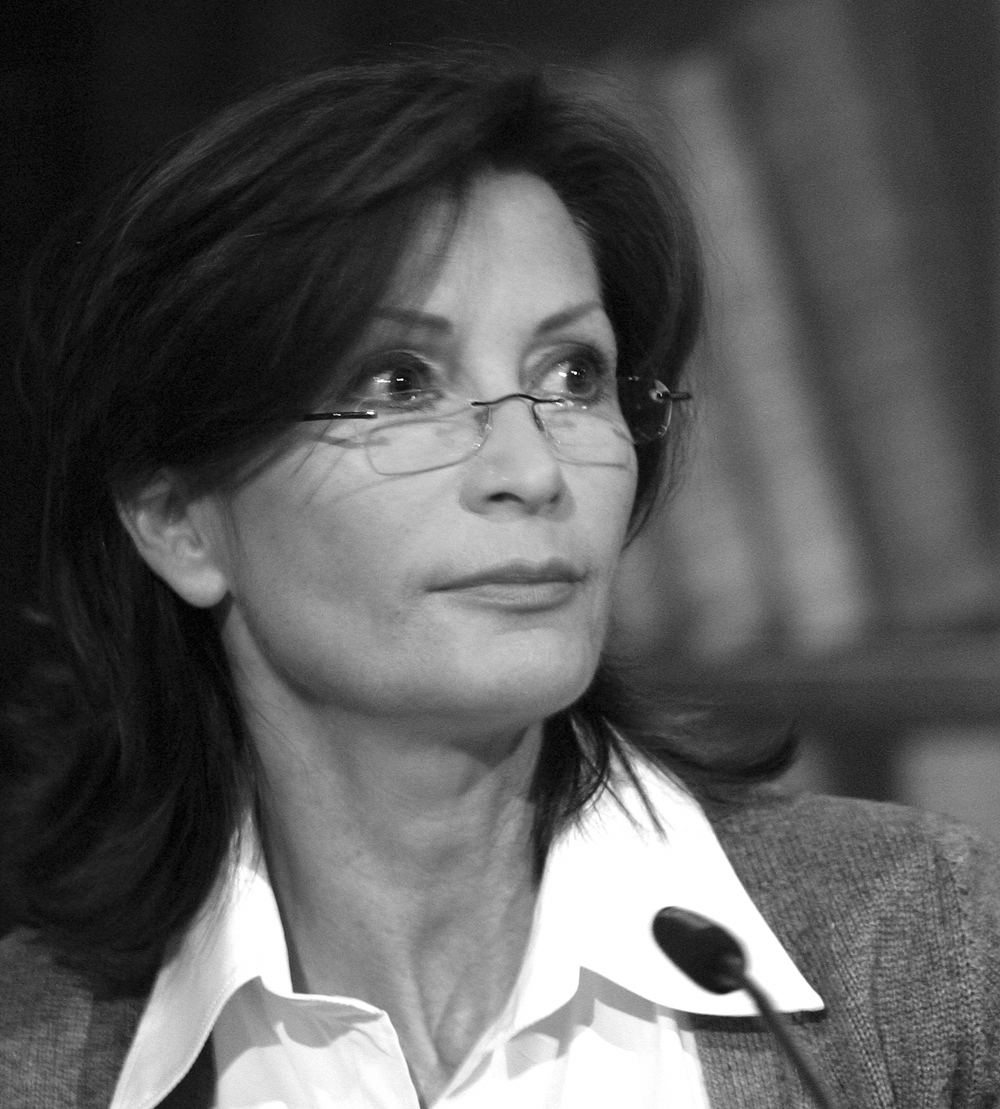
Susanne Uhlen nel 2008

Tra i suoi ruoli più noti, figurano, tra l'altro, quello di Kitty Balberg nella serie televisiva Das Erbe der Guldenburgs (1987-1990) e quello di Henriette von Sydek nella serie televisiva Der Hausgeist (1991-1993). È inoltre un volto noto al pubblico per le sue apparizioni in vari episodi di serie televisive quali Der Kommissar, L'ispettore Derrick , Il commissario Köster, Il commissario Kress (Der Alte, serie in cui compare in 13 episodi), Un caso per due, Siska, Tatort, ecc.

Complessivamente, ha lavorato in una settantina di produzioni.
La sua è una famiglia di attori:  è infatti figlia di Wolfgang Kieling (1924-1985) e Gisela Uhlen (1919-2007) e sorellastra di Florian Martens e Barbara Bertram.

## Filmografia parziale

### Cinema
- Der Mörder mit dem Seidenschal (1966; ruolo: Claudia Sampton)
- Wenn süß das Mondlicht auf den Hügeln schläft (1969)
- Omicidio al 17º piano (Engel, die ihre Flügel verbrennen, 1970; ruolo: Moni Dingeldey)
- Birdie (1971; ruolo: Birdie)
- Bis zur bitteren Neige (1975; ruolo: Shirley Jordan)
- Das Netz (1975; ruolo: Agnese)
- Ein Mädchen aus zweiter Hand (1976)
- Abelard (1977)
- Die Schokoladenschnüffler (1986; ruolo: Diana Brington)

### Televisione
- Der Panamaskandal (1967)
- Stella (1967)
- Bel Ami (1968)
- Eine aufregende kleine Frau (1969)
- Kinderehen (1970)
- Der Kommissar (serie TV, 1 episodio, 1971; ruolo: Eva Wechsler)
- Der Kommissar (serie TV, 1 episodio, 1974; ruolo: Eva Wechsler)
- Die Stadt im Tal (miniserie TV, 1975, ruolo: Veronika)
- Eine ganz gewöhnliche Geschichte (serie TV, 1975)
- Tatort (serie TV, 1 episodio, 1975)
- L'ispettore Derrick (Derrick, episodio "Madera", 1975; ruolo: Kläre Henkel)
- Il commissario Köster (Der Alte, 1 episodio, 1975)
- Pariser Geschichten (serie TV, 1977)
- Ein Glas Wasser (1977)
- Lady Audleys Geheimnis (1978, ruolo: Lady Audley)
- Wunnigel (1978)
- Leute wie du und ich (serie TV, 1980)
- Ein zauberhaftes Biest (serie TV, 1981)
- Tatort (serie TV, 1 episodio, 1981)
- So oder so ist das Leben: Vier Begegnungen in einer Großstadt (1982)
- Nesthäkchen (serie TV, 1983)
- Zu Dir oder zu mir? (1984)
- L'ispettore Derrick (Derrick, serie TV, 1 episodio, 1984; ruolo: Ingrid Morhoof)
- L'ispettore Derrick (Derrick, serie TV, 1 episodio, 1985; ruolo: Anita Henk)
- Praxis Bülowbogen - serie TV, 4 episodi (1987) -  ruolo: Regine
- Tatort (serie TV, 1 episodio, 1987)
- Un caso per due (Ein Fall für zwei, serie TV, 1 episodio, 1987; ruolo: Claudia Wendorf)
- Das Erbe der Guldenburgs (36 episodi, 1987-1990, ruolo: Kitty Balbeck)
- Un caso per due (serie TV, 1 episodio, 1987; ruolo: Hanni Reinhold)
- Drunter und drüber (1989)
- Killer kennen keine Furcht (1989)
- Ewald - Rund um die Uhr (1990)
- L'ispettore Derrick (Derrick, 1 episodio, 1990; ruolo: Thea Grogau)
- Der Hausgeist (21 episodi, 1991-1993; ruolo: Henriette von Sydeck)
- L'ispettore Derrick (Derrick, serie TV, 1 episodio, 1995; ruolo: Inge Prasko)
- Tatort (serie TV, 1 episodio, 1996)
- L'ispettore Derrick (Derrick, serie TV, 1 episodio, 1998; ruolo: Herta Reuter)
- Il commissario Kress (serie TV, 1 episodio, 1998)
- Un caso per due (serie TV, 1 episodio, 1999; ruolo: Ines Häusler)
- Siska (serie TV, 1 episodio, 1999, ruolo; Marianne Goldberg)
- Siska (serie TV, 1 episodio, 1999, ruolo; Monika Freese)
- Il commissario Kress (Der Alte, serie TV, 1 episodio, 2000)
- Das Weibernest (2001; ruolo: Franziska Zis)
- Herzensfeinde (2001; ruolo: Franzska Nocker)
- Siska (serie TV, 1 episodio, 2002, ruolo; Karin Hachmann)
- Il commissario Kress (Der Alte, serie TV, 1 episodio, 2003)
- Siska (serie TV, 1 episodio, 2005, ruolo; Edda Carlsberg)
- Siska (serie TV, 1 episodio, 2006, ruolo; Erika Hassfeld)
- Un'estate a Norrsunda (Sommer in Norrsunda), regia di Thomas Herrmann – film TV (2008)
- Squadra Speciale Colonia (SOKO Köln, serie TV, 1 episodio, 2009)
- Geld.Macht.Liebe  (serie TV, 2009, ruolo: Tita Brusing)
- Island - Herzen im Eis (2009; ruolo: Eva König)
- Omicidi nell'alta società (Mord in bester Gesellschaft, serie TV, 1 episodio, 2011)

## Premi & riconoscimenti[5]
- 1976: Premio Bambi
- 1980: Großer Hersfeld-Preis - Premio come miglior interprete agli Bad Hersfelder Festspiele